# Företags- och organisationsdatasystemet
Företags- och organisationsdatasystemet, FODS, Företagsdatasystemet, fi. Yritys- ja yhteisötietojärjestelmä, Yritystietojärjestelmä, YTJ, är ett finskt datasystem som upprätthålls av Patent- och registerstyrelsen och skatteförvaltningen. Systemet innehåller uppgifter om finska företag, organisationer och andra juridiska personer.
En del av uppgifterna är tillgängliga för allmänheten via Internet: bland annat FO-nummer (beteckning för momsregistreringsnummer i Finland), bolagsform, hemkommun, bransch, postadress, namnbyten, företagsfusioner, bifirmor m.m.
I Företags- och organisationsdatalagen (16.3.2001/244) regleras bland annat hur Företags- och organisationsdatasystemet skall upprätthållas och hur uppgifter kan utlämnas ur systemet.